# Vatersdorf (Buch am Erlbach)
Vatersdorf ist ein Gemeindeteil der Gemeinde Buch am Erlbach im niederbayerischen Landkreis Landshut.

## Lage
Das Kirchdorf Vatersdorf liegt etwa zwei Kilometer südöstlich von Buch am Erlbach an der Staatsstraße 2330 im Isar-Inn-Hügelland. Es ist heute mit dem Gemeindeteil Thann zusammengewachsen.

## Geschichte
Zwischen 1090 und 1133 erscheint ein Adalhart von Vaterdorf wiederholt als Zeuge. Um 1147/1161 tradiert der Edelfreie Gebolf von Vaterdorf am Ort ein Gut an Moosburg. Um 1185/1186 tritt hier ein herzoglicher Dienstmann namens Konrad auf, während Ulrich von Vatersdorf (1161/1189) ein Moosburger Dienstmann war. 
Vatersdorf gehörte zur Obmannschaft Zell und nach der Gemeindebildung zur Gemeinde Garnzell, dessen Gemeindesitz sie war. Die Gemeinde Garnzell vereinigte sich am 1. Oktober 1971 im Zuge der Gebietsreform in Bayern mit der Gemeinde Buch a. Erlbach. 1987 hatte Vatersdorf 115 Einwohner.

## Sehenswürdigkeiten
- Filialkirche St. Gregor. Sie hat einen spätgotischen Chor, der Turm und das Langhaus sind barock.
- Der Neue Geschichtsboden: Ein Raum für Heimat, Identität, Geschichte und Baukultur; basierend auf dem Lebenswerk des Heimatforschers Hans Schneider zugleich Archiv, Museum, Bibliothek und Werkstatt.

## Vereine
- Freiwillige Feuerwehr Thann-Vatersdorf